# جورج كونور
جورج كونور (بالإنجليزية: George Connor)‏ هو فلاح وسياسي بريطاني وأسترالي (وحمل سابقاً جنسية المملكة المتحدة لبريطانيا العظمى وأيرلندا)، ولد في 15 أغسطس 1878، وتوفي في 25 سبتمبر 1941. انتخب عضو مجلس النواب جنوب أستراليا من الجمعية عن دائرة Electoral district of Alexandra ‏ وقد انضم خلال فترته النيابية (10 فبراير 1934 – 4 مارس 1941)  للكتلة البرلمانية مستقل.